# Malasaña
Malasaña est un quartier se situant dans la capitale espagnole, Madrid. Il est situé au nord de la Gran Via et est situé près du célèbre quartier Chueca. Officiellement, la Malasaña n'est pas un quartier à proprement dit mais fait partie du quartier Centro et du quartier Universidad. Historiquement connu pour avoir été le berceau du mouvement culturel espagnol La Movida. Le quartier accueille de nombreux bars, marchés et librairies. 
À l'origine, le quartier s'appelait Maravillas. Il change de nom en 1961 et prend le nom d'une célèbre couturière qu'il accueillait : Manuela Malasaña.